# Saunasaari (ö i Kajanaland, Kehys-Kainuu, lat 63,91, long 29,95)
Saunasaari är en ö i Finland. Den ligger i sjön Saunajärvi och i kommunen Kuhmo i den ekonomiska regionen  Kehys-Kainuu  och landskapet Kajanaland, i den centrala delen av landet, 500 km nordost om huvudstaden Helsingfors. Öns area är 1,15 kvadratkilometer och dess största längd är 2,1 kilometer i nord-sydlig riktning.